# Diaphorus brunneus
Diaphorus brunneus är en tvåvingeart som beskrevs av Friedrich Hermann Loew 1858. Diaphorus brunneus ingår i släktet Diaphorus och familjen styltflugor. Inga underarter finns listade i Catalogue of Life.